# 奥尔梅达德拉库埃斯塔
奥尔梅达德拉库埃斯塔，是西班牙卡斯蒂利亚-拉曼恰昆卡省的一个市镇。总面积23平方公里，总人口39人（2001年），人口密度2人/平方公里。